# Edmund McMillen
Edmund McMillen (né le 2 mars 1980 à Santa Cruz en Californie) est un game designer américain. Il est connu pour être le créateur des jeux Gish, Super Meat Boy et The Binding of Isaac. Il se distingue par son style visuel unique et pour ses systèmes de jeu innovants. Edmund McMillen est aussi connu pour son travail sur Aether. Outre les jeux vidéo, il réalise aussi des comics (il en aurait réalisé plus d'une quinzaine selon son site web).
Parmi les particularités des créations de Edmund McMillen se dégagent l'importance du level design et la volonté de proposer une courbe de difficulté récompensant les joueurs les plus acharnés, notamment par le schéma classique « risque/récompense ».

## Récompenses
- 2005 IGF Grand Prize
- 2005 IGF Innovation in Game Design
- Game Tunnel's Game of the Year
- Destructoid's game of the show award for PAX 2010

## Ludographie partielle

### Jeux PC et consoles
- 2004 : Gish
- 2006 : Blast Miner
- 2010 : Super Meat Boy
- 2011 : The Binding of Isaac
  - 2011 : The Binding of Isaac: Wrath of the Lamb (DLC)
  - 2015 : The Binding of Isaac: Eternal edition (DLC)
- 2012 : The Basement Collection
- 2014 : The Binding of Isaac: Rebirth
  - 2015 : The Binding of Isaac: Afterbirth (DLC)
  - 2017 : The Binding of Isaac: Afterbirth † (DLC)
  - 2021 : The Binding of Isaac: Repentance (DLC)
- 2015 : Fingered
- 2017 : The End Is Nigh
- 2019 : The Legend of Bum-bo
- En développement : Mew-Genics

### Jeux uniquement en Flash
- 2006 : Triachnid
- 2007 : Cereus Peashy
- 2007 : Guppy
- 2008 : Cunt
- 2008 : Coil
- 2008 : Aether
- 2008 : Meat Boy
- 2008 : Grey Matter
- 2009 : Spewer
- 2009 : Time Fcuk
- 2014 : Facist

### Jeux de cartes
- 2018 : The Binding of Isaac: Four Souls
- 2019 : The Binding of Isaac: Four Souls Expansion
- 2020 : Tapeworm